# Sir Artur McGregor
Sir Artur McGregor is een gemeente in de Venezolaanse staat Anzoátegui. De gemeente telt 10.000 inwoners. De hoofdplaats is El Chaparro.